# Creeping Death
Creeping Death – siódmy utwór zamieszczony w 1984 przez amerykański zespół Metallica na albumie Ride the Lightning.
Utwór utrzymany w szybkim tempie, trwa 6 minut i 36 sekund. Jest to drugi najczęściej grany na koncertach utwór Metalliki.
Tekst utworu opowiada o plagach egipskich opisanych w biblijnej Księdze Wyjścia, poprzedzających exodus Żydów z egipskiej niewoli pod wodzą Mojżesza.
Creeping Death jest pierwszym singlem promującym Ride the Lightning
Utwór znalazł się na pierwszym studyjnym albumie fińskiego zespołu Apocalyptica – „Plays Metallica by Four Cellos”

## Twórcy
- James Hetfield – gitara rytmiczna, śpiew
- Kirk Hammett – gitara prowadząca
- Lars Ulrich – perkusja
- Cliff Burton – gitara basowa, wokale wspierające